# Muziek (single)
Muziek is een single van de Nederlandse zanger Marco Borsato, in samenwerking met Ali B en Bag2Bank. Het nummer staat op de 13e plaats van het album Duizend spiegels en duurt 4.15 minuut. Anders dan andere nummers van Borsato, gaat dit nummer meer de dance-kant op.